# Китайский колледж криминальной полиции
Китайский колледж криминальной полиции, (англ. China Criminal Police College, кит. 中国刑警学院) - специализированное учебное заведение в провинции Ляонин, КНР.
Колледж находится в непосредственном ведении Министерства общественной безопасности КНР.
Образован в мае 1948 года и ранее назывался "Северо-восточная школа по подготовке кадров для общественной безопасности". Позднее несколько раз менял названия. С 1981 года стал называться Китайский колледж криминальной полиции или Китайский университет криминальной полиции (англ. China Criminal Police University (CCPU)).
Количество обучающихся по различным программам - около 5000. Профессорско-преподавательский состав - около 700 человек (среди них - 80 профессоров и 100 доцентов). В колледже 10 учебных подразделений.
История:
Академия уголовной полиции Китая, была основана в 1948 году. Это высшее учебное заведение готовит специалистов в области криминологии, расследований и правоохранительных технологий. Колледж расположен в городе Шэньян, в провинции Ляонин.

## Внешние ссылки
- Официальный айт аа итайскоааго колледжа криминальной полиции